# 린다 페리
린다 페리(Linda Perry, 1965년 4월 15일 ~)는 미국의 록 음악가, 작곡가, 프로듀서이다. 4 논 블론즈의 보컬이자 작곡가로 이름을 알린 뒤, 두 개의 레코드 레이블의 설립하고 많은 여성 가수들의 히트 송을 작곡하고 제작하였다. 대표곡으로는 핑크의 〈Get the Party Started〉, 크리스티나 아길레라의 〈Beautiful〉, 그웬 스테파니의 〈What You Waiting For?〉, 아담 램버트의 〈A Loaded Smile〉 등이 있다. 코트니 러브와 켈리 오스본의 앨범에도 크게 참여했으며, 제임스 블런트를 미국에 알리는 데에도 기여했다.